# Skomoroj

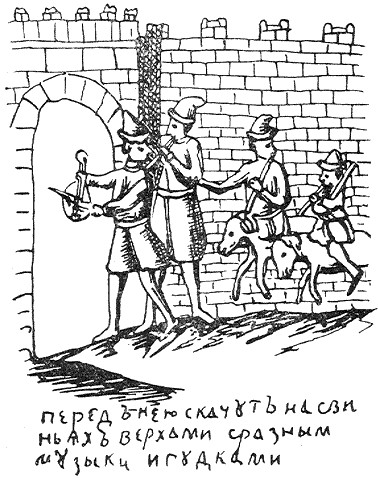
Lubok del que representa skomoroji rusos.

Skomoroji bielorrusos en un grabado alemán de 1555.

Los skomoroji (singular Skomoroj) (en ruso:скоморох, en eslavón antiguo:скоморохъ, en eslavón eclesiástico: скоморaхъ) eran actores y artistas itinerantes eslavos que cantaban, bailaban, tocaban instrumentos musicales y componían la mayoría de los guiones y melodías de sus canciones e interpretaciones teatrales. La etimología de Skomoroj no está del todo clara, aunque existen hipótesis de que la palabra deriva del griego σκώμμαρχος (cf. σκῶμμα, "broma o bufonada"); que dio lugar en italiano a scaramuccia ("bromista o bufón").
Los Skomoroji aparecen en el reino de Rus de Kiev en el siglo XI y los frescos de Catedral de Santa Sofía de Kiev son uno de los testimonios más antiguos. Los datos de las primeras crónicas en las que se mencionan a los skomoroji concuerdan con el período en el que fueron pintados los frescos de las paredes de la catedral. Los monjes cronistas consideran a los skomoroji servidores del diablo, aunque el artista que pintó los frescos de la catedral los representó como figuras decorativas junto a los iconos sagrados sin connotaciones negativas. La Iglesia a menudo atacó a los skomoroji y otros elementos de la cultura popular considerándolos irreverentes, indignos de adorar a Dios e incluso directamente diabólicos. Por ejemplo, Teodosio de Kiev, uno de los fundadores del Monasterio de las Cuevas en el siglo XI, dijo que los skomoroji eran diablos que debían ser evitados por los buenos cristianos.
El arte de los skomoroji estaba compuesto y dirigido para el pueblo llano y normalmente criticaba a las clases gobernantes, que a menudo los consideraban inútiles, vagos y potencialmente peligrosos para su posición. Los skomoroji sufrieron persecuciones durante los años del yugo mongol, cuando la iglesia predicaba una forma de vida ascética. No obstante, sobrevivieron y el arte de los skomoroji experimentó su auge entre los siglos XV - XVII. Entre su repertorio se encontraban canciones burlescas y piezas de teatro dramáticas y satíricas llamadas glumy (глумы), interpretadas con máscaras. Entre los instrumentos musicales de los skomoroji destacan la domra, balalaika, gudok, gaitas y buben (una especie de pandereta). La aparición del teatro de títeres ruso está directamente asociado con los skomoroji.
Los skmoroji actuaban en las calles y en las plazas de las ciudades y socializaban con los espectadores, invitándoles a participar en su obra. Normalmente, el personaje principal de una obra de los skomoroji era un muzhik (мужик) una figura cómica muy sencilla. Entre los siglos XVI y XVII los skomroji en ocasiones combinaban sus esfuerzos para actuar ante una vataga (ватага, gran multitud) de entre 70 a 100 personas. 
En 1648 y 1657 el zar Alekséi Mijáilovich emitió un ukaz prohibiendo la actuación de los skomoroji y considerándola blasfema, pero los actores continuaron actuando ocasionalmente en las fiestas populares. Durante el siglo XVIII los skomoroji desaparecieron gradualmente, transmitiendo algunas de sus tradiciones al balagán (балаган) y rayok (раёк). 